# Eurycletodes (Oligocletodes) similis
Eurycletodes (Oligocletodes) similis is een eenoogkreeftjessoort uit de familie van de Argestidae. De wetenschappelijke naam van de soort is voor het eerst geldig gepubliceerd in 1895 door T Scott.